# 东南施泰尔马克县
东南施泰尔马克县（德語：Bezirk Südoststeiermark）是奥地利施泰尔马克州所辖的一个县。总面积983平方公里，总人口83,841，人口密度85人/平方公里（2021年），县府费尔德巴赫。该县于2013年1月1日由费尔德巴赫县与拉德克斯堡县合并而成。

## 行政区域
东南施泰尔马克县辖有25个市镇。